# Ciążeń
Ciążeń [ˈt͡ɕɔ̃ʐɛɲ] è un villaggio nel comune rurale di Lądek, nella Distretto di Słupca, voivodato della Grande Polonia, nella Polonia centro-occidentale.  Si trova a circa 10 km a sud di Słupca e 40 km a est del capoluogo regionale Poznań.
Il villaggio ha una popolazione di 1.300 abitanti.